# 獨立廣場 (波德戈里察)

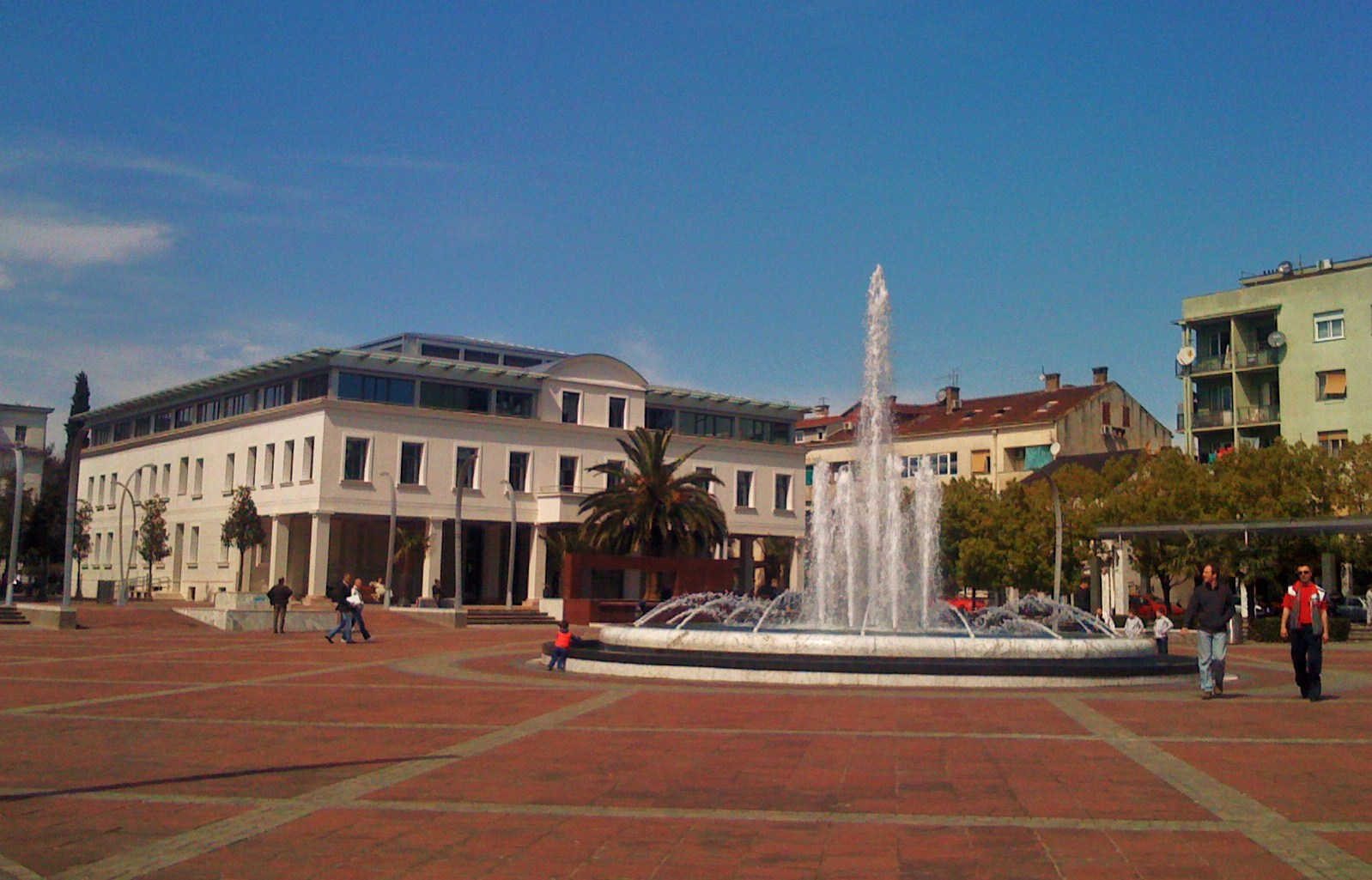
獨立廣場

獨立廣場，舊稱共和國廣場，是蒙特內哥羅首都波德戈里察市中心的一座廣場，位於波德戈里察新城。獨立廣場面積1.5萬平方米，城市圖書館和國家美術館都位於這裡。